# Bolszewik (rejon jejski)
Bolszewik (ros. Большевик) – osiedle w Rosji, w Kraju Krasnodarskim, w rejonie jejskim. W 2010 liczyło 300 mieszkańców.